# Lannion
Lannion är en kommun i departementet Côtes-d'Armor i regionen Bretagne i nordvästra Frankrike. Kommunen ligger i kantonerna Lannion 1-3 och är chef-lieu för arrondissementet Lannion. År 2022 hade Lannion 20 525 invånare.

## Befolkningsutveckling
Antalet invånare i kommunen Lannion
Referens:INSEE